# شون وتن
شون وتن (بالإنجليزية: Shawn Wooten) هو لاعب كرة قاعدة أمريكي، ولد في 24 يوليو 1972 في غليندورا في الولايات المتحدة.

## وصلات خارجية
- شون وتن على موقعبيزبول رفرنس.كوم (الدوري الرئيسي) (الإنجليزية)
- شون وتن على موقعبيزبول رفرنس.كوم (الدوري الثانوي) (الإنجليزية)
- شون وتن على موقع إي إس بي إن.كوم (أم.أل.بي) (الإنجليزية)